# Амба (река, впадает в Амурский залив)
А́мба — река в Хасанском районе Приморского края России.
Берёт начало в юго-западной части Борисовского плато, течёт на юго-восток и впадает в бухту Песчаную Амурского залива Японского моря.
Длина реки — 63 км, площадь водосбора — 330 км², средний уклон — 10,3 ‰, общее падение реки — 690 м. Ширина реки в устье достигает 50—70 м, глубина — 1,5—1,7 м, скорости течения — 0,1—0,3 м/сек.
В бассейне Амбы 252 водотока, их длина менее 10 км. Средняя величина коэффициента густоты речной сети — 1,2 км/км².
В летнее время часты паводки, вызываемые в основном интенсивными продолжительными дождями. Подъём воды в реке быстрый, амплитуда колебания уровня воды — до 1,3 метров. До 92 % годового стока происходит с апреля по ноябрь.
Населённые пункты на реке (сверху вниз): Занадворовка, Провалово.